# Raymond Berenger
Raymond Berenger fou Mestre de l'Hospital des de 1365 fins a 1374, quan va succeir a Roger de Pins de qui era lloctinent. Els seus orígens són francesos, per bé que podria ser que la seva família fos d'ascendència italiana o catalana.
Va organitzar, juntament amb el rei Pere I de Xipre una croada contra Alexandria, capital dels mamelucs d'Egipte amb una flota de l'orde i van aconseguir prendre la ciutat el 1366. També van poder conquerir Trípoli.
Amb el papa Gregori X es va convertir en nunci apostòlic a Xipre el 1371.